# Baronía de la Peña
La baronía de la Peña es un título nobiliario español creado el 13 de marzo de 1379 por el rey de Aragón, Pedro IV a favor de Pedro Jordán de Urríes, Baile general de Aragón, Señor de Ayerbe, Alcaide perpetuo del Real palacio de Huesca.
El título fue rehabilitado en 1921 por José María Jordán de Urríes y Ruiz de Arana, vii marqués de San Vicente, i marqués de Velilla de Ebro.

Escudo del primer titular, Pedro Jordán de Urriés y Lascaró, baile general de Aragón, según aparece en el Armorial de Gelre.

Su denominación hace referencia al lugar oscense de La Peña.

## Barones de la Peña
|                                 | Titular                                     | Periodo                         |
| Creación por Pedro IV de Aragón | Creación por Pedro IV de Aragón             | Creación por Pedro IV de Aragón |
| ------------------------------- | ------------------------------------------- | ------------------------------- |
| i                               | Pedro Jordán de Urríes                      | 1379-                           |
| ii                              | .                                           |                                 |
| ..                              | .                                           |                                 |
| Rehabilitación por Alfonso XIII |                                             |                                 |
| xv                              | José María Jordán de Urríes y Ruiz de Arana | 1921-1924                       |
| xvi                             | Luis Jordán de Urríes y Patiño              | 1924-1950                       |
| xvii                            | Matilde Jordán de Urríes y Zapiola          | 1956-1991                       |
| xviii                           | Fernando de Antequera y Jordán de Urríes    | 1991-actual titular             |

## Historia de los Barones de la Peña
- Pedro Jordán de Urríes, i barón de la Peña.

Rehabilitado en 1921 por:
- José María Jordán de Urríes y Ruiz de Arana (1851-1936), xv barón de la Peña, vii marqués de San Vicente (rehabilitado en 1912), viii marqués de Villafranca de Ebro (de 1878 a 1891, en que se otorgó a otro titular por resolución de litigio), i marqués de Velilla de Ebro.

1. Casó con María del Patrocínio Patiño y Mesa, ii marquesa de Villafiel. Le sucedió, en 1924, su hijo:

- Luis Jordán de Urríes y Patiño (1893-1950), xvi barón de la Peña.

1. Casó con María del Rosario Queipo de Llano y Álvarez de Bohorque. Le sucedió, de su hermano Juan Jodán de Urríes y Patiño que casó con Matilde Zapiola y Acosta, la hija de ambos, por tanto su sobrina:

- Matilde Jordán de Urríes y Zapiola (n. en 1925), xvii baronesa de la Peña, viii marquesa de San Vicente, iv marquesa de Aymerich.

1. Casó con Juan Bautista de Antequera y Arce, hijo de Juan Bautista de Antequera y Angosto, i conde de Santa Pola. Le sucedió, en 1991, su hijo:

- Fernando de Antequera y Jordán de Urríes, xviii barón de la Peña.